# Доронино (Омская область)
Доро́нино — деревня в Тевризском районе Омской области России. Входит в состав Журавлёвского сельского поселения.

## География
Деревня находится в северной части Омской области, на правом берегу реки Иртыш и на западном берегу озера Кайгарлы (старица Иртыша), на расстоянии примерно 25 км (по прямой) к юго-востоку от посёлка городского типа Тевриз, административного центра района. Абсолютная высота — 49 м над уровнем моря.
Часовой пояс
Деревня Доронино, как и вся Омская область, находится в часовой зоне МСК+3. Смещение применяемого времени относительно UTC составляет +6:00.

## История
Основано в 1880 году. По данным 1928 года в деревне имелось 87 хозяйств и проживало 448 человек (в основном — русские). Функционировала школа. В административном отношении деревня являлась центром сельсовета Тевризского района Тарского округа Сибирского края.

## Население
| 1926 | 2010 |
| ---- | ---- |
| 448  | ↘5   |

Гендерный состав
По данным Всероссийской переписи населения 2010 года, в гендерной структуре населения мужчины составляли 60 %, женщины — соответственно 40 %.
Национальный состав
Согласно результатам переписи 2002 года, в национальной структуре населения русские составляли 100 %.

## Улицы
Уличная сеть деревни состоит из одной улицы (ул. Доронинская).